# 程士瑜
程士瑜（1952年—），生於臺灣，籍貫江西，中華民國陸軍中將，畢業於陸軍官校正43期、為立法委員吳斯懷同班同學，因涉及挪用公款、貪污罪定讞，於2009年遭判刑16年6個月，曾任陸軍六軍團指揮官、國防部參謀本部作戰參謀次長、陸軍花防部司令、陸軍馬防部司令、陸軍步兵203師長、陸軍總部作戰署長、副署長。

## 生平
畢業於陸軍軍官學校43期，同期同學有李翔宙、吳斯懷、陸小榮、陳再福等人。
程士瑜任陸軍作戰署長時，軍方在台北市南港布署愛國者飛彈，引起居民反彈。程士瑜上媒體為軍方辯護，爭取支持。任作戰助理次長時，為陳水扁總統提出的「決戰境外」撰寫作戰計劃，獲得國防部長湯曜明的信任。
在國防部長李傑任內，2004年由花防部司令調任馬防部司令。2006年，升任陸軍六軍團指揮官。
2007年，因公私帳目不清，被軍事檢察官收押、起訴。檢察官調查，認為程士瑜自2006年起要求行政官紀孟寬少校每月挪用15萬元行政費給他使用，共貪污147餘萬元公款。另外查出，程士瑜外遇女性友人張維砡，部份公款花用在她身上。紀孟寬以污點證人身份提供證據，程士瑜否認犯罪。軍事法院判決程士瑜有罪，處徒刑16年半、褫奪公權6年、須繳回147萬給六軍團。程士瑜上訴最高法院，被駁回，判決定讞。
在洪仲丘案後，立法院修改《軍事審判法》。2013年，程士瑜等人由軍事監獄被移送到法務部矯正署台北監獄。2016年，轉送法務部矯正署明德外役監獄。2016年，程士瑜假釋出獄。

## 家庭
已婚，生有一子一女。